# Agnieszka Bednarek-Kasza
Agnieszka Bednarek (ur. 20 lutego 1986 w Złotowie) – polska siatkarka, grająca na pozycji środkowej, reprezentantka Polski. W 2008 roku wraz z reprezentacją wzięła udział w Igrzyskach Olimpijskich w Pekinie. Po sezonie 2019/2020 zakończyła karierę sportową.
W czerwcu w 2009 roku poślubiła Wojciecha Kaszę w Brennej.
Podczas Gali Polskiej Ligi Siatkówki 2025 została wybrana siatkarką 25-lecia Polskiej Ligi Siatkówki.

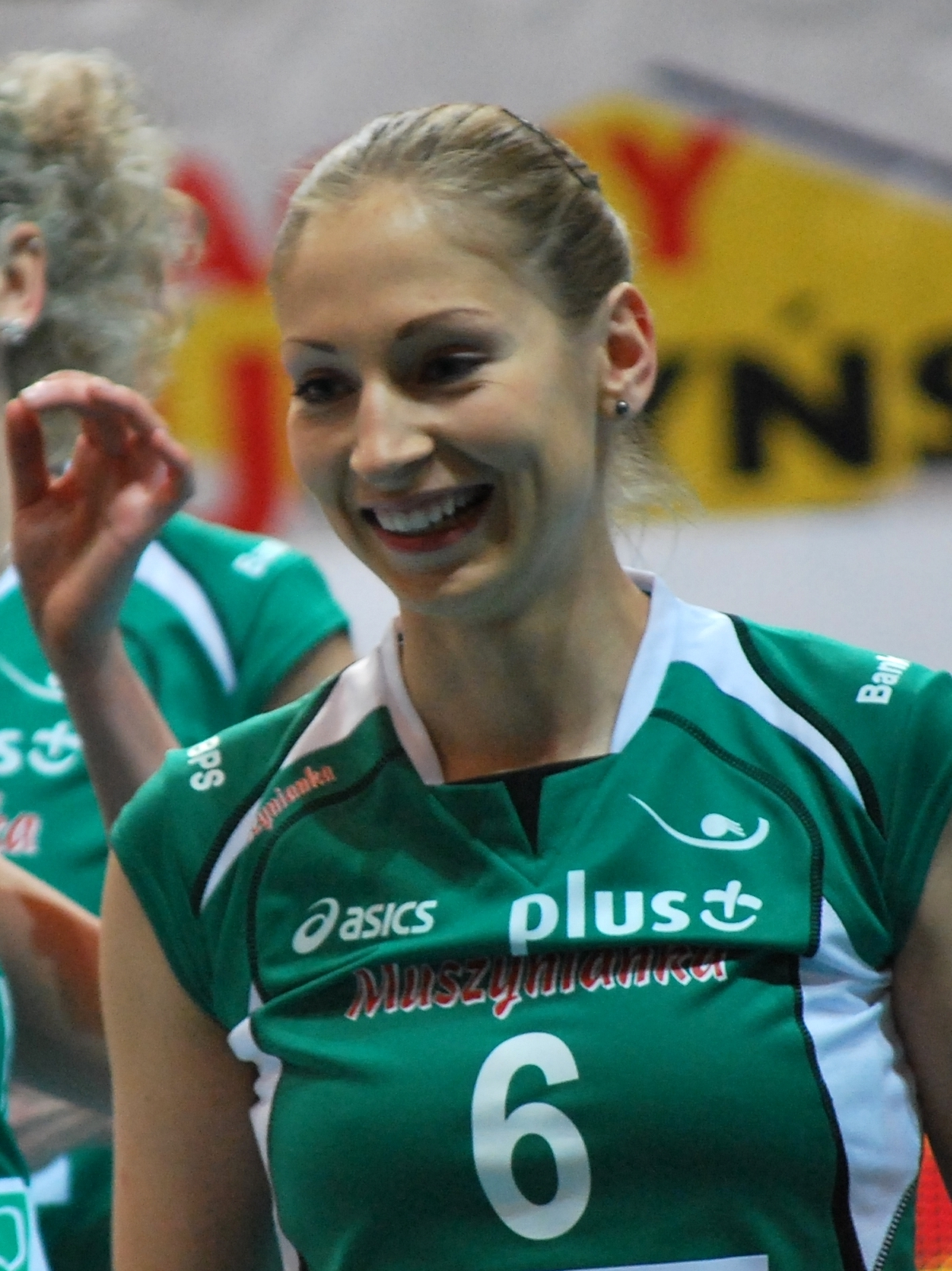
Agnieszka Bednarek-Kasza zawodniczką Banku BPS Muszynianki Fakro Muszyna

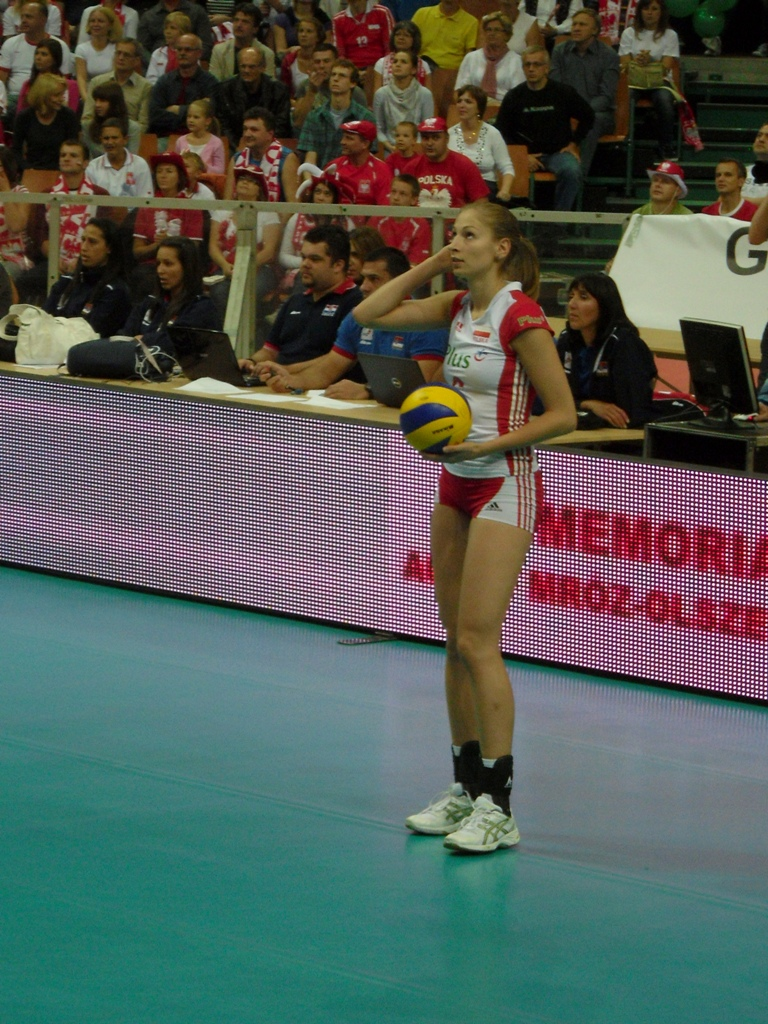
Agnieszka Bednarek-Kasza reprezentantką Polski

## Sukcesy klubowe
Mistrzostwo Polski:
- 2011, 2014, 2015, 2016, 2017, 2018, 2020
- 2006, 2007, 2008, 2010, 2012
- 2009, 2013

Puchar Polski:
- 2008, 2011, 2014, 2016, 2017, 2019, 2020

Superpuchar Polski:
- 2008, 2009, 2011, 2014, 2015, 2019

Puchar CEV:
- 2013

## Sukcesy reprezentacyjne
Mistrzostwa Europy:
- 2009

Igrzyska Europejskie:
- 2015

## Nagrody indywidualne
- 2009: Najlepsza zagrywająca fazy grupowej Ligi Mistrzyń
- 2009: Najlepsza blokująca turnieju kwalifikacyjnego w Rzeszowie do Mistrzostw Świata
- 2009: Najlepsza zagrywająca Mistrzostw Europy
- 2010: Najlepsza zagrywająca turnieju finałowego Pucharu Polski
- 2010: Najlepsza zagrywająca Memoriału Agaty Mróz-Olszewskiej
- 2011: MVP i najlepsza zagrywająca turnieju finałowego Pucharu Polski